# زیگموند یان

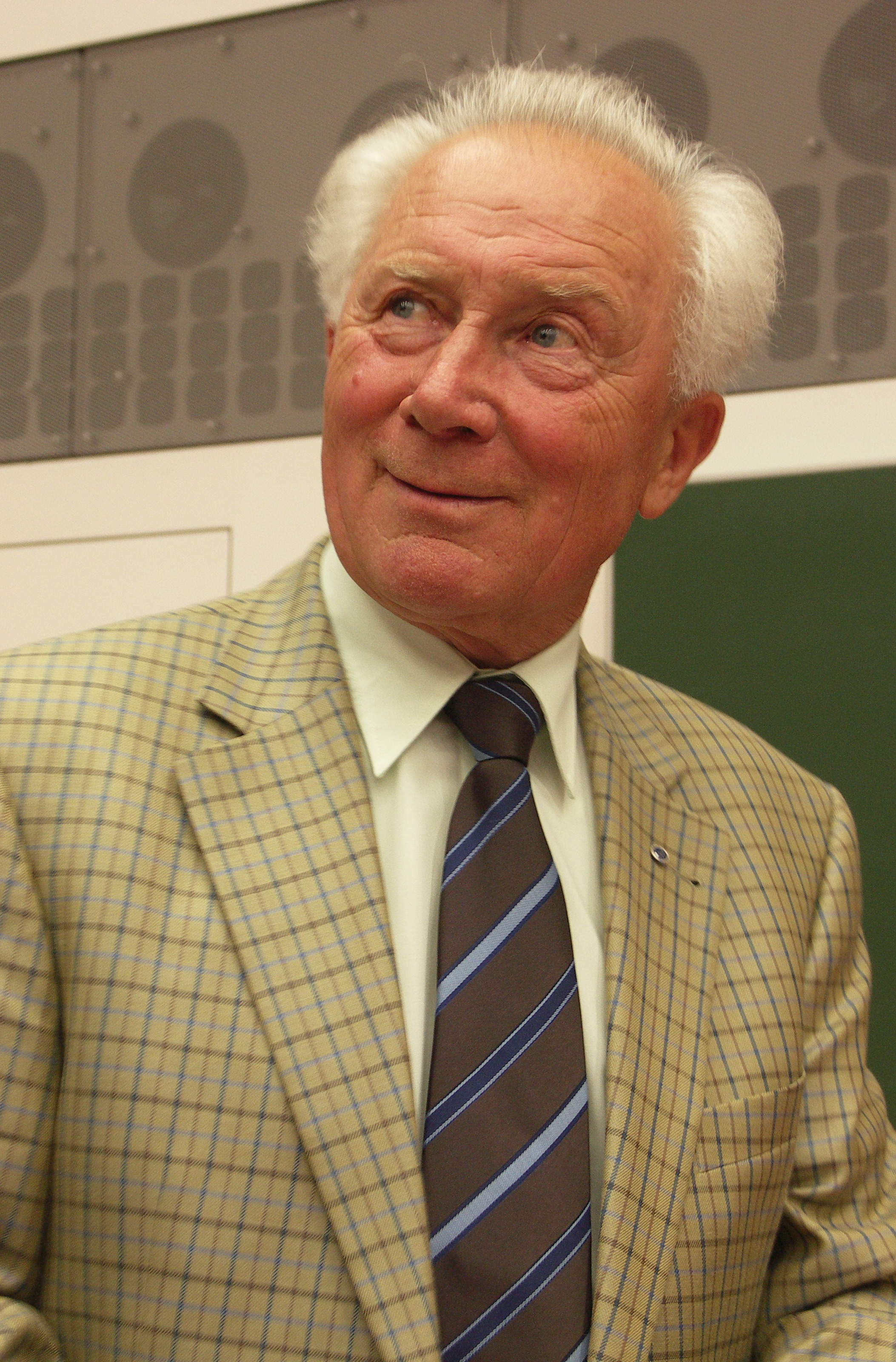
زیگموند یان

زیگموند ورنر پاول یان (آلمانی: Sigmund Jähn) (زاده ۱۳ فوریه ۱۹۳۷ – ۲۱ سپتامبر ۲۰۱۹) خلبان آلمانی بود که به عنوان نخستین آلمانی به فضا سفر کرد. او آموزش فضانوردی خود را در شهر ستاره‌ها، استار سیتی، طی کرد و در ۲۶ اگوست ۱۹۷۶ به همراه سایوز ۳۱ به ایستگاه فضایی سالیوت متعلق به شوروی سابق اعزام گردید و توسط سایوز ۲۹ به زمین بازگشت.